# Petrodvorec
Petrodvorec (rusky Петергоф, v letech 1944–1997 Петродворец) je město v Rusku; spadá pod federální město Petrohrad, v jehož rámci tvoří centrum Petrodvoreckého rajónu. Z centra Petrohradu sem jezdí příměstské vlaky, autobusy a tzv. „loď na křídlech“.

## Carská rezidence

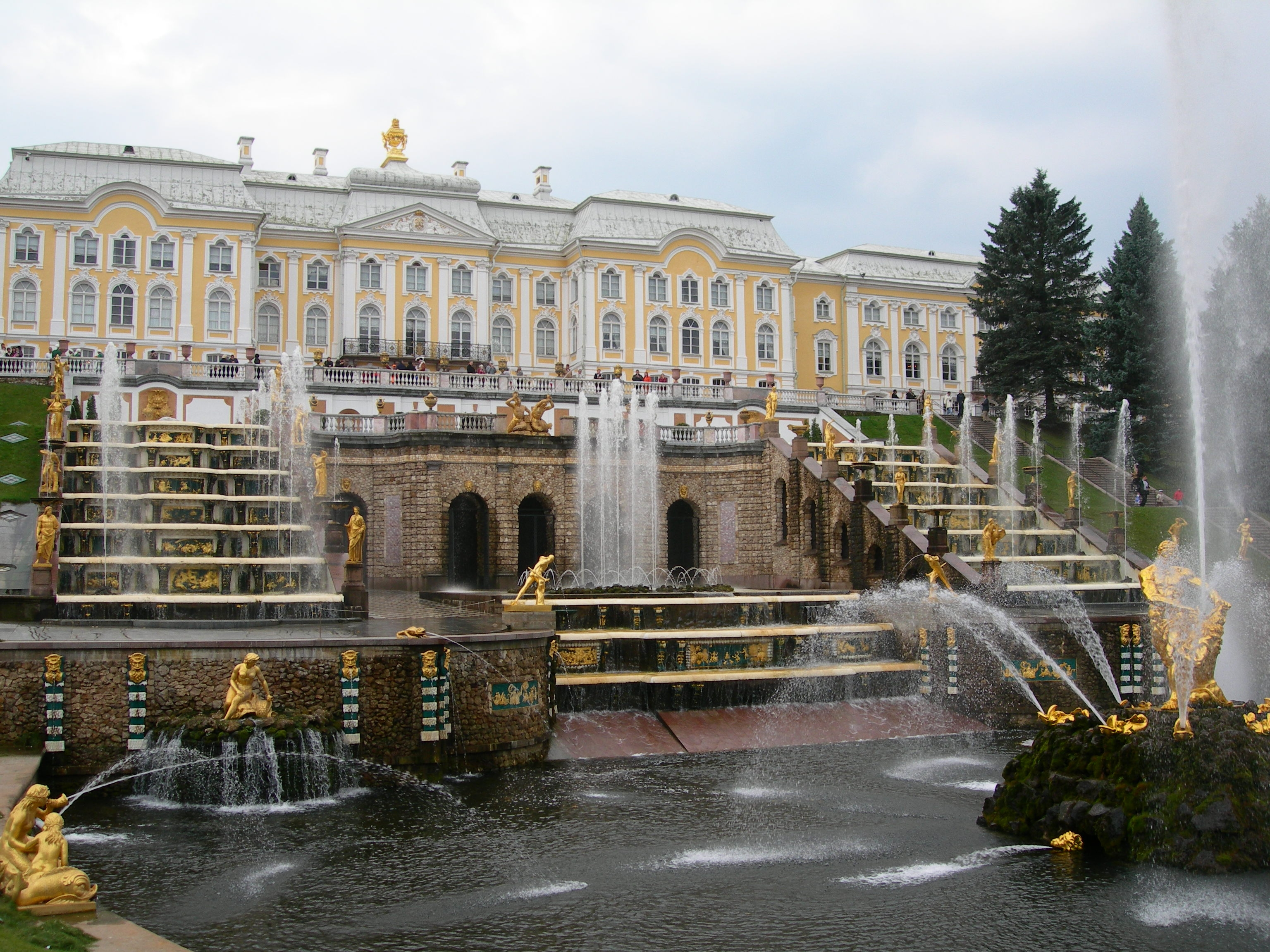
Palác s Velkou kaskádou

Město nechal postavit car Petr I. Veliký, inspirací mu bylo francouzské Versailles. Místo je proslulé jako rezidence carů z dynastie Romanovců. Ve zdejším pozoruhodném palácovém a parkovém celku z 18. a 19. století, který se rozkládá na pobřeží Baltského moře na ploše přes 800 ha, je umístěno přes 170 fontán různých velikostí. Nejznámější fontány jsou např. socha Samsona bojujícího se lvem, kaskády Zlatá hora, Šachová hora, Velká kaskáda, Římské fontány a fontána Slunce.
Překrásný Velký palác rozděluje areál na Horní a Dolní park. Dále je k vidění palác Petra II., paláce Marli a Monplaisir.
Petrodvorec byl výrazně poničen a rozkraden německými vojáky za druhé světové války. Obnova trvala celou druhou polovinu 20. století a v dnešní době se Petrodvorec opět podobá původnímu a je jednou z nejvýznamnějších turistických atrakcí Ruska, která byla zapsána na seznam světového dědictví UNESCO (1990).

## Partnerská města
- Le Blanc-Mesnil
- Sopot